# Correlophus ciliatus
Correlophus ciliatus é uma espécie de réptil da família Diplodactylidae, originário da Nova Caledónia. Esta espécie foi considerada extinta até ser redescoberta em 1994. Tal como com várias outras espécies de Diplodactylidae, está protegida pela Convenção sobre o Comércio Internacional das Espécies da Fauna e da Flora Silvestres Ameaçadas de Extinção (CITES).
É de pequeno tamanho, com um máximo de 20 cm incluindo cauda. É um animal noturno e normalmente costuma alimentar-se de grilos e de pequenas quantidades de fruta.